# Radikal 173
Radikal 173 mit der Bedeutung „Regen“ ist eines von neun der 214 traditionellen Radikale der chinesischen Schrift, die mit acht Strichen geschrieben werden.
Mit 45 Zeichenverbindungen in Mathews’ Chinese-English Dictionary gibt es relativ viele Schriftzeichen, die unter diesem Radikal im Lexikon zu finden sind.
Radikal Regen nimmt nur in der Langzeichen-Liste traditioneller Radikale, die aus 214 Radikalen besteht, die 173. Position ein. In modernen Kurzzeichen-Wörterbüchern kann es sich an ganz anderer Stelle finden. Im Neuen chinesisch-deutschen Wörterbuch aus der Volksrepublik China steht es zum Beispiel an 204. Stelle.
Das Schriftzeichen entwickelte sich aus einem Piktogramm, das zeigt wie vier Wassertropfen aus einer Wolke fallen, die wie ein Behälter am Himmel hängt. Als Sinnträger stellt 雨 seine Zeichen in das Bedeutungsfeld Regen und andere meteorologische Erscheinungen wie zum Beispiel in 雪 (= Schnee), 雷 (= Donner, Trigramm ), 雲 (=Wolken), 雾 (= Nebel) und 霜 (= Reif). 零 (= Null) bezeichnete ursprünglich langsam herabfallenden Regen, daher 雨 im Kopf. 霍 (= plötzlich) wurde unten zunächst mit zwei Vögeln 隹隹 geschrieben. Wenn es regnet, fliegen sehr viele Vögel auf und dieses Geräusch des Aufflatterns sollte 霍霍 (huohuo) wiedergeben. 
Der Sinnträger Regen 雨 in 霍 ergibt sich aus diesem Zusammenhang. 霸 (= Tyrann) bezeichnete ursprünglich im Mondkalender die ersten zwei, drei Tage des Monats, an denen der Mond noch kaum zu sehen ist. Die Aussprache von 霸 (ba) war dabei p. Das Zeichen besteht deshalb aus dem Mond 月 (yu) und der als ausgesprochenen Lautträgerkomponenten 雨 und 革 (= Leder). Xu Shen erläuterte dazu in seinem Shuowen Jiezi: Regen durchnässt das Leder. Daraus ergibt sich, dass der Regen 雨 im Zeichen 霸 (ba = Tyrann) nicht als solcher auftritt, sondern nur als Teil der ursprünglichen, heute nicht mehr verwendeten Lautträgerkomponente aus 雨 und 革.

## Schriftzeichenverbindungen, die vom Radikal 173 regiert werden
| Striche | Zeichen                                   |
| ------- | ----------------------------------------- |
| +0      | 雨                                        |
| +03     | 雩 雪 雫                                  |
| +04     | 雬 雭 雮 雰 雱 雲 雯 靊                   |
| +05     | 雳 雴 零 雷 雸 雹 雺 電 雵 雼 雽          |
| +06     | 雾 需 雿                                  |
| +07     | 霁 霂 霄 霅 霆 震 霈 霉 霊                |
| +08     | 霃 霋 霍 霎 霏 霐 霑 霒 霓 霔 霕 霖 霗 霘 |
| +09     | 霙 霌 霚 霜 霝 霞 霟 霠 霡 霢 霣          |
| +10     | 霤 霛                                     |
| +11     | 霥 霧 霦 霨 霪 霩 霫 霬                   |
| +12     | 霭 霮 霰 霯 霳 霱                         |
| +13     | 露 霴 霵 霶 霸 霹 霷                      |
| +14     | 霻 霺 霽 霾 霼 霿                         |
| +15     | 靀                                        |
| +16     | 靂 靃 靄 靅 靆 靇 靈                      |
| +17     | 靉                                        |
| +18     | 靁                                        |
| +19     | 靋 靌                                     |
| +31     | 靐                                        |

 Im Unicodeblock Kangxi-Radikale ist das Radikal 173 unter der Codepointnummer 12.204 (U+2FAC) codiert.